# Aleksei Liubímov
Aleksei Liubímov   (Moscou, 16 de setembre de 1944) és un pianista i clavecinista rus.
Lubimov va estudiar al Conservatori de Moscou amb Anna Artobolévskaia, Heinrich Neuhaus i Lev Naumov. Després d'èxit en diverses competicions, va estrenar a la Unió Soviètica diverses obres de compositors com Arnold Schönberg, Karlheinz Stockhausen, Pierre Boulez i György Ligeti. El seu compromís amb la música occidental va ser criticat per les autoritats soviètiques i va ser impedit de sortir de la Unió Soviètica durant diversos anys, durant els quals es va concentrar a treballar amb instruments de l'època. És fundador del Quartet barroc de Moscou i de l'Acadèmia de cambra de Moscou (amb Tatiana Grindenko), així com el festival de música "Alternativa". A part de donar recitals en solitari a tot el món i aparèixer amb orquestres simfòniques destacades, treballa regularment amb conjunts de música antiga, com ara l'Orquestra de l'"Era de la Il·lustració". Entre els seus companys de música de cambra hi ha Andreas Staier, Natàlia Gutman, Peter Schreier, Heinrich Schiff, Christian Tetzlaff, Gidon Kremer, Ivan Monighetti i Wieland Kuijken.
En les últimes temporades ha donat concerts amb la Filharmònica de Londres, l'Orquestra Simfònica de la Ciutat de Birmingham, l'Orquestra Nacional de Rússia a Moscou i la "Tonkünstlerorchester". Va fer una gira amb la "Haydn Sinfonietta" interpretant Mozart i va interpretar a Haydn amb la Camerata Salzburg sota el comandament de Sir Roger Norrington a Nova York i va donar actuacions del "Prometeu" de Scriabin al Festival de Salzburg. Al novembre de 2010 va fer dos recitals al Lincoln Center, tornant el 2011 en gira amb la Budapest Orchestra Orchestra dirigida per Iván Fischer.
Els seus enregistraments inclouen duets de piano amb Andreas Staier a Teldec, les sonates completes per a piano de Mozart (a fortepiano) a Erato i una sèrie d'enregistraments a ECM.